# Reto Wyss (Autor)
Reto Wyss (* 7. April 1964 in Herzogenbuchsee) ist ein Schweizer Autor, Coach, Trainer und Energiepsychologe. Er ist zertifizierter Psychotherapeut (ECP) und ist insbesondere für seine Arbeit mit den Emotional Freedom Techniques (EFT) und energiepsychologischen Methoden bekannt.

## Leben
Reto Wyss wurde 1964 in Herzogenbuchsee geboren und wuchs dort auf. Er studierte Sozialarbeit, künstlerische Therapien und Psychologie. 2005 promovierte er an der European Graduate School (EGS) zum Dr. phil. In seiner Dissertation untersuchte er phänomenologisch-psychologisch, wie Menschen nach Schicksalsschlägen wieder Hoffnung schöpfen können.
Wyss verfügt über Ausbildungen in verschiedenen Therapie- und Coachingverfahren. Er besitzt die Psychotherapie-Zertifizierung der European Association of Psychotherapy (ECP) sowie und ist als „Accredited Certified Trainer of Trainers“ bei der Fachorganisation EFT International akkreditiert.

## Arbeitsansatz und Methode
Im Jahr 2003 gründete Wyss das Schweizerische Zentrum für EFT und Energiepsychologie. Dort bildet er sowohl Laien als auch Fachpersonen aus den Bereichen Psychologie, Medizin und Pädagogik in der Anwendung der Emotional Freedom Techniques (EFT) und verwandter energiepsychologischer Methoden aus.
Wyss beschreibt EFT als eine Form der „psychologischen Akupunktur“, die auf der Annahme beruht, dass durch die Stimulation spezifischer Meridianpunkte emotionale Belastungen und Blockaden gelöst werden können.

## Schriften
- Schmerz lass nach. AT Verlag, Baden, 2011, ISBN 978-3-03800-578-0
- Klopf dich schlank: Erfolgreich abnehmen. AT Verlag, Baden, 2009, ISBN 978-3-03800-441-7
- Stress überwinden mit EFT: Sich durch Klopfakupressur selbst befreien. AT Verlag, Baden, 2007, ISBN 978-3-03800-364-9
- Volle Energie für Bestleistungen. CreateSpace Independent Publishing Platform, 2014, ISBN 978-1-4948-4590-2
- Das Schöpfen von Hoffnung: Eine phänomenologisch-psychologische Studie, pro literatur Verlag, 2005, ISBN 978-3-937034-90-4